# 세트 스크루

세트 스크루의 예

세트 스크루(set screw)는 미끄럼이나 회전, 정지를 위하여 사용되는 나사못의 한가지. 머리부와 생크 선단은 표시 하는 것과 같은 모양이다.

## 같이 보기
- 나사못